# Raffaele Fornari
Raffaele Fornari (né le 23 janvier 1787 à Rome, alors dans les États pontificaux et mort le 15 juin 1854 à Rome) est un cardinal italien du XIXe siècle.

## Biographie
Raffaele Fornari exerce diverses fonctions au sein de la Curie romaine, notamment comme internonce en Belgique de 1838 à 1842. Il est nommé archevêque titulaire de Nicée en 1842 et est consacré par Engelbert Sterckx avec comme co-consécrateurs Corneille van Bommel et François-René Boussen. Il est confirmé comme nonce apostolique en Belgique (en) et en France.
Il est créé cardinal in pectore par le pape Pie IX lors du consistoire du 21 décembre 1846. Sa création est publiée le 30 septembre 1850. Le cardinal Fornari est préfet de la Congrégation des études à partir de 1851.

## Généalogie épiscopale
La généalogie épiscopale est:
- Évêque Johannes Wolfgang von Bodman (de)
- Évêque Marquard Rudolf von Rodt (de)
- Évêque Alexandre-Sigismond de Palatinat-Neubourg
- Évêque Johann Jakob von Mayr (de)
- Évêque Joseph-Ignace-Philippe de Hesse-Darmstadt
- Archevêque Clément Wenceslas de Saxe
- Archevêque Maximilien-François d'Autriche
- Évêque Kaspar Maximilian Droste zu Vischering (de)
- Évêque Joseph von Hommer (de)
- Évêque Nicolas-Alexis Ondernard
- Évêque Jean-Joseph Delplancq
- Cardinal Engelbert Sterckx
- Cardinal Raffaele Fornari